# Анкъридж
Вижте пояснителната страница за други значения на Анкъридж.
А́нкоридж или А́нкъридж (на английски: Anchorage, буквален превод „Място за закотвяне“) е единен общински консолидиран град-област и най-големият град в щата Аляска, САЩ. Той е пристанищен град на западния бряг на щата с голямо търговско и индустриално значение. Разположен е почти на еднаква географска ширина със Стокхолм и Санкт Петербург.
Основан е на 20 ноември 1920 г. като развитие на палатковия град Шип Крийк (Ship Creek), създаден като седалище при строежа на железницата в Аляска от 1915 до 1923 г. Към 1 април 2020 г. населението на града е 291 247 души, а заедно със столичната област – 398 328 души, което е повече от половината население на щата. 
В град Анкъридж живее 40% от населението на щата, само Ню Йорк има по-голям процент жители, живеещи в най-големия град на щата. Анкъридж има земна площ 4420 km², с която е четвъртият град по площ в Съединените щати и по-голям от най-малкия щат Роуд Айлънд, който има 3140 km². 
Анкоридж е на 61° с. ш. в Южна централна Аляска, в края на залива Кук, на полуостров, образуван от ръкава Кник на север и ръкава Търнагайн на юг. През септември 1975 г. град Анкъридж се слива с района на Greater Anchorage Area Borough, създавайки община Анкъридж. Общинските граници на града обхващат 5079,2 km2), включващи градското ядро, съвместна военна база, няколко отдалечени общности и почти целия държавен парк Чугач. Поради това е населена по-малко от 10% от територията на общината, с най-висока концентрация на хора в площта от 259 km2, която съставлява самия град, на нос в началото на залива, обикновено наричан Анкоридж, градът на Анкоридж или Анкоридж Боул.
Поради местоположението си, почти на еднакво разстояние от Ню Йорк, Токио и Франкфурт, Германия (през полярния маршрут), Анкоридж се намира на около 10 часа по въздух от почти 90% от развития свят.  Поради тази причина международното летище Тед Стивънс Анкъридж е обичайна спирка за зареждане с гориво за международни карго полети и дом на голям център на FedEx, който компанията нарича „критична част“ от своята глобална мрежа от услуги. 
Анкоридж печели наградата на All-America City Award четири пъти: през 1956, 1965, 1984–85 и 2002 г. от Националната гражданска лига. Издателство „Киплингер“ го нарича най-благоприятният за данъци град в Съединените щати. 
През 1986 г. и през 1988 г. е номиниран от САЩ за домакинството на зимните олимпийски игри, които се провеждат, съответно, през 1992 година и през 1994 година в Европа.
В южната част на Анкъридж има няколко улици, наречени на европейски държави, сред които и „България“ (Bulgaria Drive).

## Известни личности
Починали в Анкъридж
- Уоли Хикъл (1919 – 2010), политик

## Побратимени градове
- Даруин, Австралия от 28 юли 1982 г.
- Инчон, Южна Корея
- Магадан, Русия
- Тромсьо, Норвегия
- Уитби, Великобритания
- Хамерфест, Норвегия
- Харбин, Китай